# Palau de Wilanów
El Palau de Wilanów i el seu parc, situats al barri de Wilanów, a Varsòvia (Polònia), constitueixen ambdós junts l'un dels monuments culturals més importants de Polònia. Va sobreviure a les divisions de Polònia i a les guerres, a més d'haver-se preservat com a bé d'interès històric. Fou construït pel rei de Polònia, Joan III Sobieski, en el primer quart del segle xvii, i més tard fou engrandit pels seus propietaris successius. Presenta el caràcter típic de l'art barroc quant a residència suburbana es refereix. L'arquitectura és força original. Es tracta d'una fusió d'art europeu amb la tradició de l'arquitectura local polonesa. La façana i els interiors utilitzen símbols antics, celebrant així els triomfs militars del rei. A la mort de Joan III, el 1696, el palau fou ocupat pels seus fills i més tard per famílies magnats cèlebres del país, com ara Sieniawscy, Czartoryscy,...